# Batalla dels Iffs
La batalla dels Iffs va tenir lloc el 9 de juliol de 1795 durant la Chouannerie.

## Procés
El juliol de 1795, arran de l'atac a un comboi fariner que sortia de Bécherel, una tropa republicana anà a trobar-se amb els chouans. La reunió va tenir lloc a Iffs, a cinc quilòmetres a l'est de Bécherel. Els chouans estan dirigits per la senyoreta del Rocher du Quengo, coneguda com a "Victoria" o "Capità Víctor", que és morta durant la baralla. Segons l'informe al Comitè de Seguretat Pública del fiscal general síndic del districte de Saint-Brieuc, 25 chouans van morir en una primera baralla i un centenar més van morir després en una emboscada.